# Campionati italiani di società giovani (triathlon)
La Federazione Italiana Triathlon stilava annualmente una classifica a punti per società che assegnava il Campionato italiano di società giovani. Dal 2022 il titolo non viene più assegnato perché inglobato nel titolo Campionato Italiano Società.

## Albo d'oro
| Anno | Oro                   | Argento               | Bronzo                |
| ---- | --------------------- | --------------------- | --------------------- |
| 2007 | Atlbellinzago         | Valle D'aosta         | Minerva Roma          |
| 2008 | Valle D'aosta         | Torino 3              | Minerva Roma          |
| 2009 | Torino 3              | Alta Pusteria         | Atlbellinzago         |
| 2010 | Torino 3              | Alta Pusteria         | Minerva Roma          |
| 2011 | Minerva Roma          | A.s. Virtus           | A.s.d. Torino Triath  |
| 2012 | Minerva Roma          | T.d. Rimini           | Alta Pusteria         |
| 2013 | Minerva Roma          | T.d. Rimini           | A.s. Virtus           |
| 2014 | Minerva Roma          | Azzurra Triathlon Te  | CUS Pro Patria Milano |
| 2015 | Minerva Roma          | CUS Pro Patria Milano | Tri.rn.marostica      |
| 2016 | Minerva Roma          | Tri.rn.marostica      | CUS Parma             |
| 2017 | Minerva Roma          | CUS Parma             | Pol. Riccione         |
| 2018 | Minerva Roma          | Ttr                   | Tri.rn.marostica      |
| 2019 | Minerva Roma          | Green Hill            | Ttr                   |
| 2020 | Minerva Roma          | Raschiani Triathlon   | CUS Pro Patria Milano |
| 2021 | CUS Pro Patria Milano | Raschiani Triathlon   | Cuneo1198 Triteam     |

## Medagliere per società
| Società sportiva      | Oro | Argento | Bronzo | Tot. |
| --------------------- | --- | ------- | ------ | ---- |
| Minerva Roma          | 10  | 0       | 3      | 13   |
| CUS Pro Patria Milano | 1   | 1       | 2      | 4    |
| Torino 3              | 2   | 1       | 0      | 3    |
| Alta Pusteria         | 0   | 2       | 1      | 3    |
| Tri.rn.marostica      | 0   | 1       | 2      | 3    |
| Valle D'aosta         | 1   | 1       | 0      | 2    |
| Atlbellinzago         | 1   | 0       | 1      | 2    |
| Raschiani Triathlon   | 0   | 2       | 0      | 2    |
| T.d. Rimini           | 0   | 2       | 0      | 2    |
| A.s. Virtus           | 0   | 1       | 1      | 2    |
| CUS Parma             | 0   | 1       | 1      | 2    |
| Ttr                   | 0   | 1       | 1      | 2    |
| Azzurra Triathlon Te  | 0   | 1       | 0      | 1    |
| Green Hill            | 0   | 1       | 0      | 1    |
| A.s.d. Torino Triath  | 0   | 0       | 1      | 1    |
| Cuneo1198 Triteam     | 0   | 0       | 1      | 1    |
| Pol. Riccione         | 0   | 0       | 1      | 1    |